# ガナカ・モッガラーナ経
『ガナカ・モッガラーナ経』（ガナカモッガラーナきょう、巴: Gaṇaka-moggallāna-sutta, ガナカモッガッラーナ・スッタ）とは、パーリ仏典経蔵中部に収録されている第107経。『算数家目犍連経』（さんすうかもっけんれんきょう）とも。
類似の伝統漢訳経典としては、『中阿含経』（大正蔵26）の第144経「算数目揵連経」や、『数経』（大正蔵70）がある。
釈迦が、婆羅門であるガナカ（算術家）モッガラーナ（目犍連）に、仏法を説く。

## 構成

### 登場人物
- 釈迦
- ガナカ・モッガラーナ（算術家モッガラーナ） --- 婆羅門

### 場面設定
ある時、釈迦はサーバッティー（舎衛城）のミガーラマーター講堂に滞在していた。
そこに、婆羅門であるガナカ（算術家）モッガラーナが訪れ、算術は段階的に習得していくものだが、仏道も同じか問う。釈迦はそうであると応じ、戒律、六根、五蓋、四禅など、涅槃へと至る道程を説く。
モッガラーナは、全ての者が涅槃に行けるのか、一部の者しか涅槃に行けないのか問う。釈迦は一部の者しか涅槃に到達できないと答える。自ら道を歩む者は涅槃に到達し、そうでない者は涅槃には到達できない、自分（釈迦）はあくまでも涅槃への道を示す者に過ぎず、そこへと連れて行く者ではないと。
モッガラーナは法悦し、三宝への帰依を誓う。

## 日本語訳
- 『南伝大蔵経・経蔵・中部経典3』（第11巻上） 大蔵出版
- 『パーリ仏典 中部（マッジマニカーヤ）後分五十経篇I』 片山一良訳 大蔵出版
- 『原始仏典 中部経典4』（第7巻） 中村元監修 春秋社